# Transpac
El TRANSPAC o Cable Trans-Pacífico (TPC) es un sistema de cables submarinos bajo el océano Pacífico.

## Transpac 1
El TRANSPAC-1 (TPC-1) fue colocado por el barco C.S. Long Lines y puesto en operación en 1964. Conectó Hawái, Guam, Japón, Filipinas, Hong Kong and Vietnam. Tenía una capacidad de 142 canales. TRANSPAC-1 formó parte de la red que dio soporte a la misión de alunizaje Apolo 11 en 1969.

## Transpac 2
En 1975, Transpac-2 (TPC-2) conectó Guam, Taiwán, Corea, Hong Kong y Singapur con 845 canales.

## Transpac 3
Transpac 3 (TPC-3), entró en servicio el 18 de abril de 1989, incrementó la capacidad a 3780 channels.

## TPC-5CN
La red de cable TPC-5CN es un anillo de 25 000 km de fibra óptica, capaz de transportar 5 Gbit/s por cada canal.

## Historia
| 1964 | Instalación del Cable Trans-Pacífico No.1 (TPC-1) |
| 1975 | Sección del cable de la costa (Guam) y sección poco profunda del Cable Trans-Pacífico No.2 (TPC-2) Sección del cable de la costa (Okinawa) y sección poco profunda del Cable Trans-Pacífico No.2 (TPC-2) |
| 1987 | Sección del cable de la costa (Chikura side) y sección poco profunda del Cable Trans-Pacífico No.3 (TPC-3)                                                                                               |
| 1988 | Instalación del Cable Trans-Pacífico No.3 (TPC-3) (Longitud del cable tendido: alrededor de 3,834 km) |
| 1991 | Instalación del Cable Trans-Pacífico No.4 (TPC-4) (Longitud del cable tendido: alrededor de 1,259 km) |
| 1992 | Instalación del Cable Trans-Pacífico No.4 (TPC-4) |
| 1994 | Sección del cable de la costa (Ninomiya) y sección poco profunda del Cable Trans-Pacífico No.5 (TPC-5)                                                                                                   |
| 1995 | Sección del cable de la costa (Miyazaki) y sección poco profunda del Cable Trans-Pacífico No.5 (TPC-5)                                                                                                   |
| 1996 | Instalación del Cable Trans-Pacífico No.5 (TPC-5) (Longitud del cable tendido: alrededor de 2,958 km) |